# Calypsoeae
Calypsoeae – plemię roślin z rodziny storczykowatych (Orchidaceae). Obejmuje 112 rodzajów oraz 83 gatunki. Rośliny występują w krajach Europy, Azji, Ameryki Południowej, Środkowej i Północnej.

## Systematyka
Plemię sklasyfikowane do podrodziny epidendronowych (Epidendroideae) w rodzinie storczykowatych (Orchidaceae), rząd szparagowce (Asparagales) w obrębie roślin jednoliściennych.
Wykaz rodzajów
- Aplectrum (Nutt.) Torr.
- Calypso Salisb.
- Changnienia S.S.Chien
- Corallorhiza Gagnebin
- Cremastra Lindl.
- Dactylostalix Rchb.f.
- Danxiaorchis J.W.Zhai, F.W.Xing & Z.J.Liu
- Ephippianthus Rchb.f.
- Govenia Lindl.
- Oreorchis Lindl.
- Tipularia Nutt.
- Yoania Maxim.